# Modesto Montoya
Pour les articles homonymes, voir Montoya.
Modesto Montoya (né le 24 février 1949 à Salpo au Pérou) est un physicien nucléaire à l'Institut péruvien d'énergie nucléaire à Lima et membre de la Peruvian National Academy of Sciences (es). Il a été président de cet institut, et aussi de la Société péruvienne de physique.

## Éducation
Il a obtenu sa licence et sa maîtrise en physique de l'université nationale d'Ingénieurs, son DEA, son doctorat de 3e cycle et son doctorat d'État de l'université Paris 11.

## Activités académiques
Montoya est professeur à l'université nationale d'Ingénieurs et il enseigne au Centre de préparation pour la science et la technologie (Ceprecyt).

## Recherche
Ses travaux de recherche ont porté sur la fission froide au Commissariat à l'énergie atomique de Saclay en France. Il a participé à la découverte de la brisure des paires de nucléons dans la fission nucléaire froide,, phénomène étudié aussi par Hervé Nifenecker,.
Entre 1985 et 1986 a été chercheur invité au Centre de recherche sur les ions lourds (GSI) à Darmstadt, en Allemagne, dans le groupe dirigé par Peter Armbruster, consacré à la recherche sur le noyau transuranides,. Au GSI il a publié son travail sur les effets Coulomb et les effets de couches sur la fission à basse énergie,.
Comme chercheur invité de l'Institut de physique nucléaire, Orsay, dans le groupe dirigé par Bernard Borderie, il a participé àla recherche sur les collisions inélastiques profondes. Il a aussi été invité par l'Institut Carnegie-Mellon dans le groupe dirigé par Morton Kaplan consacré à la recherche sur les fragmentations ternaires dans les collisions nucléaires.
Maintenant il étudie les effets d'émission de neutrons sur les mesures de l'énergie et masses des fragments de fission,,.

## Promotion de la science et la technologie
Comme leader d'opinion en science et technologie au Pérou, Montoya a publié de nombreux articles dans les principaux journaux du Pérou,.
Il est régulièrement interviewé au sujet de la science et la technologie.
Dans le cadre de la promotion de la science et la technologie, il a fondé la Rencontre scientifique internationale.